# 核糖體分型
核糖體分型是一種分子生物學技術，可以區分相近的基因型，如不同種的細菌，比RFLP簡單。

## 步驟
首先對足夠量的DNA用限制性核酸内切酶進行酶切，隨後凝膠電泳分离不同長度的片段。電轉移到膜上（參見南方墨點法，此步可省），用標記的16S rRNA探針雜交。由於一個生物的基因組中通常有多個核糖體基因，分別存在於不同長度的酶切片段中，因此核糖體分型可以得到類似指紋的結果。